# Гетто в Варте
Гетто в Варте — еврейское гетто, созданное нацистами в период оккупации Польши во время Второй мировой войны в городе Варта. Существовало с февраля 1940 года по август 1942 года.

## История
С началом Второй мировой войны часть жителей Варты покинула город, поскольку он находился всего в 60 километрах от границы с Германией. Беженцы начали возвращаться после того, как этот населенный пункт оккупировали нацисты. После захвата города немцы подвергли местных евреев избиениям и издевательствам. В том числе, стригли волосы и вырывали бороды. Часть евреев отправляли на принудительные работы. По приказу нацистов был организован юденрат. Его главой назначили Элиаху Ласковского.
В конце 1939 года, ввиду того, что город был присоединен к Рейху, проживание евреев в нем стало невозможным. Им было приказано покинуть город в район Люблина, взяв с собой по 100 килограммов вещей на одного человека. Продержав всю ночь людей на вокзале, нацисты отменили депортацию по неизвестной причине. За это время дома евреев были снова ограблены.

## Гетто
Нацисты создали гетто в Варте в феврале 1940 года. Оно располагалось в районе, где и до этого жили евреи, на улицах Стычня, Пашковского, Садовой, Грудня, Калиска, Пекарска. К тому времени там оставалось около 2000 человек. Покидать гетто было запрещено, но его охраняли еврейские полицейские, поэтому узникам было достаточно просто из него выйти.
Нацисты разрешили продолжить евреям работать в своих мастерских, при условии, что они в первую очередь будут удовлетворять нужды оккупационных властей и вермахта. Главным доходом ремесленников гетто стало выполнение заказов поляков из города и его окрестностей. В конце 1940 года оккупационные власти стали призывать еврейскую молодежь поехать в трудовые лагеря, обещая им комфортные условия и возможность отправлять заработанные деньги домой. В январе 1941 года около 80—100 узников гетто добровольно отправились в эти лагеря. Однако, после того, как от них в Варту пришли письма, где описывались ужасающие условия проживания и содержались просьбы прислать одежду и еду, поток желающих переехать прекратился. В результате, нацисты перешли к принудительной отправке узников гетто в трудовые лагеря. После таких депортаций, в 1941 году количество евреев в Варте сократилось до 1300 человек, а к лету 1942 года — до 1000.
В иудейский праздник Лаг ба-Омер 1942 года нацисты заставили еврейских полицейских публично повесить 10—12 узников гетто, среди которых были глава и члены юденрата. Свидетели казни отмечали героическое поведение Элиаху Ласковского, который перед казнью говорил о спасении Израиля, призывал приговоренных принять смерть с гордостью, как подобает сынам вечного народа и просил евреев отомстить за убийства.

## Ликвидация гетто
Гетто в Варте было ликвидировано в конце августа 1942 года. Оставшиеся около тысячи узников были отправлены в лагерь смерти Хелмно. Несколько молодых евреев — в гетто Лодзи. Узники, находившиеся в больницах, были расстреляны на месте немецкими полицейскими.